# Parell mínim
Un parell mínim és una parella de mots que només es distingeixen per un fonema. Quan canviant un so, s'altera el significat d'una paraula en una llengua, aquell so es considera fonema, és a dir, rellevant per caracteritzar el sistema oral d'aquell idioma. Els parells mínims, per tant, varien segons la llengua que s'analitzi. Una mateixa paraula pot ser un parell mínim d'altres, per exemple "casa" és alhora parell mínim de "cosa" i "cala" perquè en ambdós casos s'obtenen mots amb sentit només alterant un fonema des de la paraula inicial. El concepte de parell mínim va néixer amb l'estructuralisme. Els parells mínims s'han exportat a altres nivells d'estudi de la llengua, de manera que pot haver-hi parells morfològics, sintàctics i semàntics.